# 火烧排 (排瑶)
火烧排，八排瑶之一，位于广东省连南县大坪镇，至今有近两千年的历史。1970年代开始，火烧排瑶人逐渐移居山下。排瑶如今已成遗址，只存留下一间土砖房。